# Friedrich Ferdinand (Württemberg-Weiltingen)
Friedrich Ferdinand von Württemberg-Weiltingen (* 6. Oktober 1654 in Weiltingen; † 8. August 1705 ebenda) war von 1662 bis zu seinem Tod Herzog von Württemberg-Weiltingen. 

## Herkunft
Friedrich Ferdinand war ein Sohn von Herzog Manfred von Württemberg-Weiltingen (1626–1662) und dessen Gemahlin Gräfin Juliana von Oldenburg-Delmenhorst (1615–1691).

## Titulatur
Die Bezeichnung als Herzog von Württemberg-Weiltingen hat sich in der Landesgeschichtsschreibung etabliert. Die offizielle Titulatur zu seinen Lebzeiten war die im Haus Württemberg übliche als Herzog zu Wirtemberg und Teck, Graf zu Mömpelgard, Herr zu Heidenheim. 

## Leben und Wirken
Seine Kindheit verbrachte der Prinz in Weiltingen und Brenz. Beim Tod seines Vaters war Prinz Friedrich Ferdinand erst sieben Jahre alt und stand bis zu seinem 25. Lebensjahr unter der Regentschaft seiner Mutter Juliana, ehe er 1679 selbst die Regierung übernahm. Als Lehrer fungierte der aus Ulm stammende Hofprediger Tobias Nißlen (1636–1710), der von 1660 bis 1710 in Weiltingen wirkte. Dieser Theologe hatte großen Anteil an dem gehobenen geistigen und kulturellen Niveau am Weiltinger Hof, welches trotz der beschränkten Ressourcen des Duodezfürstentums aufrechterhalten werden konnte. Im Jahre 1689 errichtete Herzog Friedrich Ferdinand eine Lateinschule in Weiltingen und wurde bekannt für seine umfangreiche Bibliothek im dortigen Schloss.
Die Hochzeit von Herzog Friedrich Ferdinand mit seiner Braut Elisabeth von Württemberg-Mömpelgard fand 1689 im schlesischen Oels statt, da ihre gesamte Familie aus Mömpelgard vor den französischen Truppen in die dortige württembergische Residenz geflüchtet war. Der damals dort regierende Herzog Silvius II. Friedrich war ihr Schwager, denn er war mit ihrer älteren Schwester Eleonore Charlotte verheiratet. Dann lebte das Ehepaar einige Zeit im Schloss zu Weiltingen. 1693 brachte die Herzogin als drittes Kind den einzigen männlichen Erben zur Welt, der aber noch im selben Jahr starb. Von 1693 bis 1695 hielt sich das Herzogspaar wiederum in Oels auf, da Weiltingen von den Franzosen bedroht war. Wenige Jahre nach dem Tod des einzigen Sohnes im Säuglingsalter zeigte sich, 1696, bei der Herzogin Elisabeth von Württemberg-Weiltingen eine Ausformung von „Gemüts-“ bzw. „Geisteskrankheit“.
Der Herzog widmete seine Freizeit unter anderem der Pferdezucht. Das zugehörige Gestüt befand sich in Klingen bei Veitsweiler. Daneben betätigte er sich auch in der Bildhauerei. 1702 brach sich der Weiltinger Herzog beim Einsturz einer Brücke in Gastenfelden bei Rothenburg ob der Tauber einen Arm. Diese Verletzung sollte ihn bis zum Tod begleiten. Im Juni 1703 floh er mit seiner Familie und dem herzoglichen Hof vor französischen Truppen nach Rothenburg ob der Tauber, von Januar bis Juli 1704 lebte er in Windsbach. Der bereits 1702 gebrochene Arm verheilte nicht mehr, was am 8. August 1705 zum Tod des Herzogs führte. Damit erlosch das Haus Württemberg-Weiltingen. Der Landesteil fiel an die Stuttgarter Hauptlinie zurück. Seine älteste Tochter heiratete nach seinem Tod, 1709 in Stuttgart, Herzog Karl Friedrich von der Linie Württemberg-Oels. Der posthume Schwiegersohn strengte damals zwar beim Reichshofrat in Wien einen Prozess um das Weiltinger Erbe an, allerdings wurde dem Projekt kein Erfolg beschieden. Von 1710 bis 1712 sind im Landesarchiv Baden-Württemberg, Abteilung Hauptstaatsarchiv Stuttgart, erhalten: „Akten betreffend die geisteskranke und völlig verwirrte Herzogin Elisabeth, Herzog Friedrich Ferdinands von Württemberg-Weiltingen Wittib, und die von ihrer Schwester, der verwittweten Herzogin Eleonora Charlotte von Württemberg-Oels geführte Klage über die Behandlung derselben.“ Friedrich Ferdinands Witwe Elisabeth hatte zuletzt, standesgemäß ausgestattet, mehrere Zimmer im fürstlichen Schloss Stuttgart bewohnt.

## Familie
Friedrich Ferdinand heiratete am 9. September 1689 Elisabeth von Württemberg-Mömpelgard (1665–1726), Tochter von Herzog Georg II. von Württemberg-Mömpelgard. Das Paar hatte drei Kinder:
- Juliane Sibylle Charlotte (* 14. November 1690; † 30. Oktober 1735), ⚭ 21. April 1709[10][11] Herzog Karl Friedrich II. zu Württemberg-Oels
- Hedwig Friederike (* 18. Oktober 1691; † 14. August 1752), ⚭ 8. Oktober 1715 den nachmaligen Fürsten Johann August zu Anhalt-Zerbst
- Georg Leopold Friedrich (* 22. April 1693; † 27. November 1693).